# Pyrrhula erythrocephala
Pyrrhula erythrocephala е вид птица от семейство Чинкови (Fringillidae).

## Разпространение
Видът е разпространен в Бутан, Индия, Китай и Непал.